# Orquestra Simfònica de Barcelona
L'Orquestra Simfònica de Barcelona (23 d'octubre del 1910 - 9 de març del 1925) va ser fundada per en Joan Lamote de Grignon amb la col·laboració de l'Associació Musical de Barcelona. Representa el lligam històric entre l'obra d'Antoni Nicolau, a la Banda Municipal de Barcelona, i la tasca que emprendria l'Orquestra Pau Casals a partir de 1920.
L'Orquestra va sorgir a l'empara de l'Associació Musical de Barcelona (1888-1924), que havia escollit el 1902 com a director de la seva pròpia orquestra el mestre Joan Lamote. El 1910, aquest es presentà a unes oposicions a Músic Major (equivalent al càrrec de sots-director) de la Banda Municipal de Barcelona; guanyà unànimement el dictamen tècnic, però una maniobra política, possiblement vinculada a l'anticatalanisme del partit lerrouxista en vedà el nomenament. De resultes de la revolta professional en contra d'aquesta decisió, Joan Lamote decidí fundar una orquestra simfònica, que a Barcelona es presentà, al Palau de la Música Catalana, el 13 de novembre del mateix any. L'ideari de la nova orquestra es fixà en la recerca d'un nou públic, l'establiment d'un determinat repertori i una intenció formadora. El del Palau no era el primer concert de la nova formació, que ja portava un rodatge de quatre actuacions anteriors: Manresa el 23 d'octubre, Saragossa (el 27 i el 28) i Tarragona (29).
En els anys venidors, el repertori de l'orquestra abastaria des de la música barroca (Bach, Händel, Rameau) i el classicisme (especialment Mozart i Beethoven), fins a la nova música francesa (Satie, Debussy), el post-wagnerisme (Malher, Richard Strauss) i l'escola russa (Borodín, Rakhmàninov, Stravinski), sense oblidar autors catalans com Enric Granados i Joan Lamote de Grignon. Les peces més interpretades en els quinze anys d'existència van ser: 
- L'obertura d'Els mestres cantaires de Nüremberg, de Richard Wagner
- La Cinquena Simfonia de Ludwig van Beethoven
- L'obertura d'Oberon, de Carl Maria von Weber
- L'aprenent de bruixot, de Paul Dukas
- El preludi i mort d'Isolda de l'òpera Tristany i Isolda de Wagner
- La Novena Simfonia de Beethoven
- Leonora, del mateix autor
- L'obertura del Carnaval romà, d'Hector Berlioz
- Andalusia, de Joan Lamote de Grignon
- L'obertura de Tannhäuser de Wagner
- i el fragment Murmuris de la selva de l'òpera Sígfrid, del mateix autor

Interpretà obres d'un estol de compositors del país, moltes d'elles en qualitat d'estrena, com van demostrar amb la Primera Manifestació Simfònica d'Autors Ibèrics (1921). A banda dels ja esmentats Lamote i Granados, destaquen per nombre d'interpretacions Josep Barberà, Anselm Clavé, Josep Sancho i Marraco, Antoni Botey, Joan Manén, Jaume Pahissa i Joaquim Zamacois. La Suite empordanesa o Suite en sol de Juli Garreta es va executar per primera vegada en un concert al Teatre Eldorado de Barcelona, el 1921. El director de l'Orquestra fou sempre el mestre Lamote de Grignon, que en algun període coincidiria amb el seu fill Ricard, violoncel·lista.
Part de la documentació d'aquesta orquestra es conserva a la Biblioteca de Catalunya.

## Història
La història de l'orquestra es pot dividir en dos períodes:
- El primer, de 1910 fins al 1916, amb molta activitat: més de cent concerts en vint-i-una poblacions diferents, deu de les quals fora de Catalunya (Bilbo, València, Granada, Saragossa...). Músics importants exerciren de solistes: Albert Schweitzer com a organista de la Missa en si menor de Bach (1911 i 1912), Wanda Landowska i Joan Manén (1912), Maria Barrientos (1913 i 1915), el pianista Arthur Rubinstein (1916).

- El segon període (1917-1925) es caracteritza per una disminució important en l'activitat de la formació. Aquesta davallada és atribuïble, en part, a una menor dedicació del fundador i principal impulsor, el mestre Lamote de Grignon, que el 1914 havia aconseguit -ara sí- el nomenament de director de la Banda Municipal; i també a una reformulació del caràcter de l'Orquestra, que es concentrà en l'organització de sèries de concerts populars, bàsicament al Teatre Eldorado de Barcelona.

A diferència de l'etapa "viatgera" prèvia, entre el 1917 i el 1924 realitzen 82 concerts de l'orquestra, dels quals només 12 no foren a la capital catalana. En un d'aquests, però, tingué lloc l'estrena mundial de l'òpera Amaya, de Jesús Guridi, una de les fites de la música basca; fou al Teatro Coliseo Albia de Bilbao, el 22 de maig de 1920.
Després de la seva desaparició, dues institucions proporcionaren el relleu en la tasca que feia: la Banda Municipal de Barcelona, ja citada, i l'Orquestra Pau Casals, fundada el 1920.